# Hadronyche modesta
Hadronyche modesta là một loài nhện trong họ Hexathelidae. Loài này phân bố ở Victoria.